# Churintzio
Churintzio è una municipalità dello stato di Michoacán, nel Messico centrale, il cui capoluogo è la località omonima.
La municipalità conta 5.564 abitanti (2010) e ha un'estensione di 229,21 km².
Il nome della località significa luogo dove tramonta il sole.

## Amministrazione

### Gemellaggi
- Sorso[senza fonte]